# Vieux-Reng
Vieux-Reng – miejscowość i gmina we Francji, w regionie Hauts-de-France, w departamencie Nord.
Według danych na rok 1990 gminę zamieszkiwało 848 osób, a gęstość zaludnienia wynosiła 73 osób/km² (wśród 1549 gmin regionu Nord-Pas-de-Calais Vieux-Reng plasuje się na 612. miejscu pod względem liczby ludności, natomiast pod względem powierzchni na miejscu 244.).